# Erytropoetin
Erytropoetin (EPO) är ett glykoproteinhormon (ett protein) som har en funktion vid regleringen av erytrocytproduktionen. Hormonet bildas naturligt i njurarna, men kan ordineras som medicin vid vissa sjukdomar. Det används också illegalt som dopning.
EPO är en form av kolonistimulerande, hematopoetiska tillväxtfaktorer, vilka reglerar benmärgsceller hos alla däggdjur och differentierar blodceller för deras olika uppgifter.
EPO bildas i njurarna hos vuxna. Små barn har röd benmärg i alla ben och hos foster produceras erytrocyter i erytroida stamceller i lever och mjälte tills det att benen bildats. De verkar i cellerna genom att bindas vid erytropoetinreceptorer på cellytan, varifrån de signalerar hur cellen ska bete sig.
När syrekoncentrationen i njurarna sjunker, till exempel på grund av brist på röda blodkroppar, startar erytropoesen. Den låga syrekoncentrationen stimulerar hemprotein (en syrgassensor) i njuren, vilket ökar produktionen av EPO. Detta ökar produktionen av röda blodkroppar, vilket följaktligen höjer syrekoncentrationen.
Produktionen av röda blodkroppar (erytrocyter) kallas erytropoes och sker i den röda benmärgen som återfinns i bröstben, revben och ryggkotor.  EPO ökar testosteronnivåerna hos åtminstone män, genom att verka i testikelvävnaden, om njurfunktionen är intakt.
EPO används bland annat i behandling av vissa sjukdomstillstånd som ger bristande förmåga att producera röda blodkroppar (anemi), men också vid erektionsproblem.
Vissa elitidrottare använder sig av erytropoetin för att få en ökad mängd röda blodkroppar, och därmed ökat syreupptag, vilket betraktas som dopning, kallad EPO-dopning.
Vid anemi på grund av trauma, blodförlust vid förlossning, cancer eller annat, ger man EPO tillsammans med intravenöst järn. Dosering av EPO för snabb ökning av HB-värde kan vara 300 Ie/kg kroppsvikt och dag under ca 10 dagar eller 10 - 15 000 Ie varannan dag.